# ブチロシン
ブチロシン（英：Butirosin）はアミノグリコシド系抗生物質複合体で、グラム陽性菌とグラム陰性菌の両方に有効である。ブチロシンA（80～85％）とブチロシンBを主成分とする混合物である。